# Informática en la educación infantil

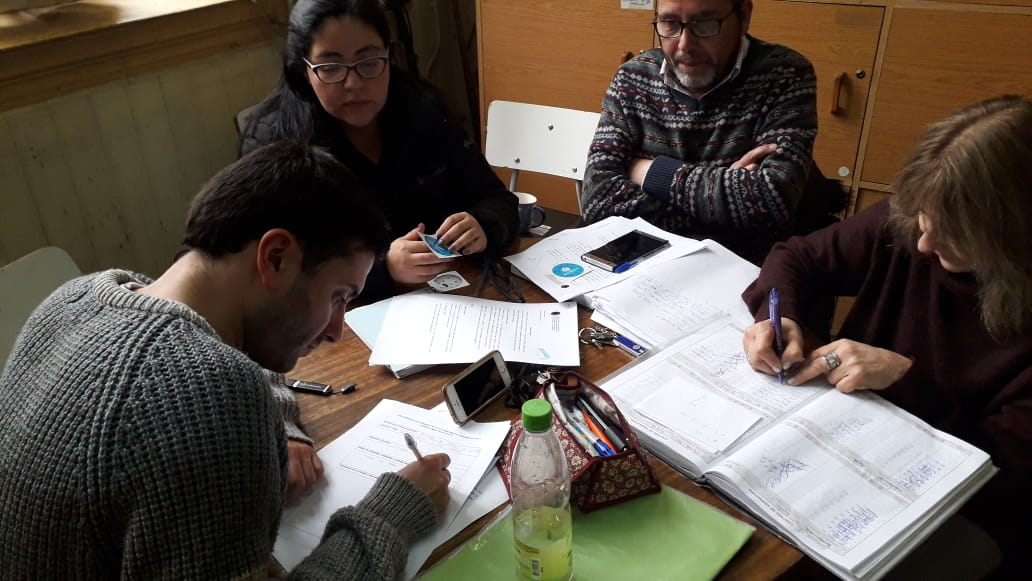
planificación docente

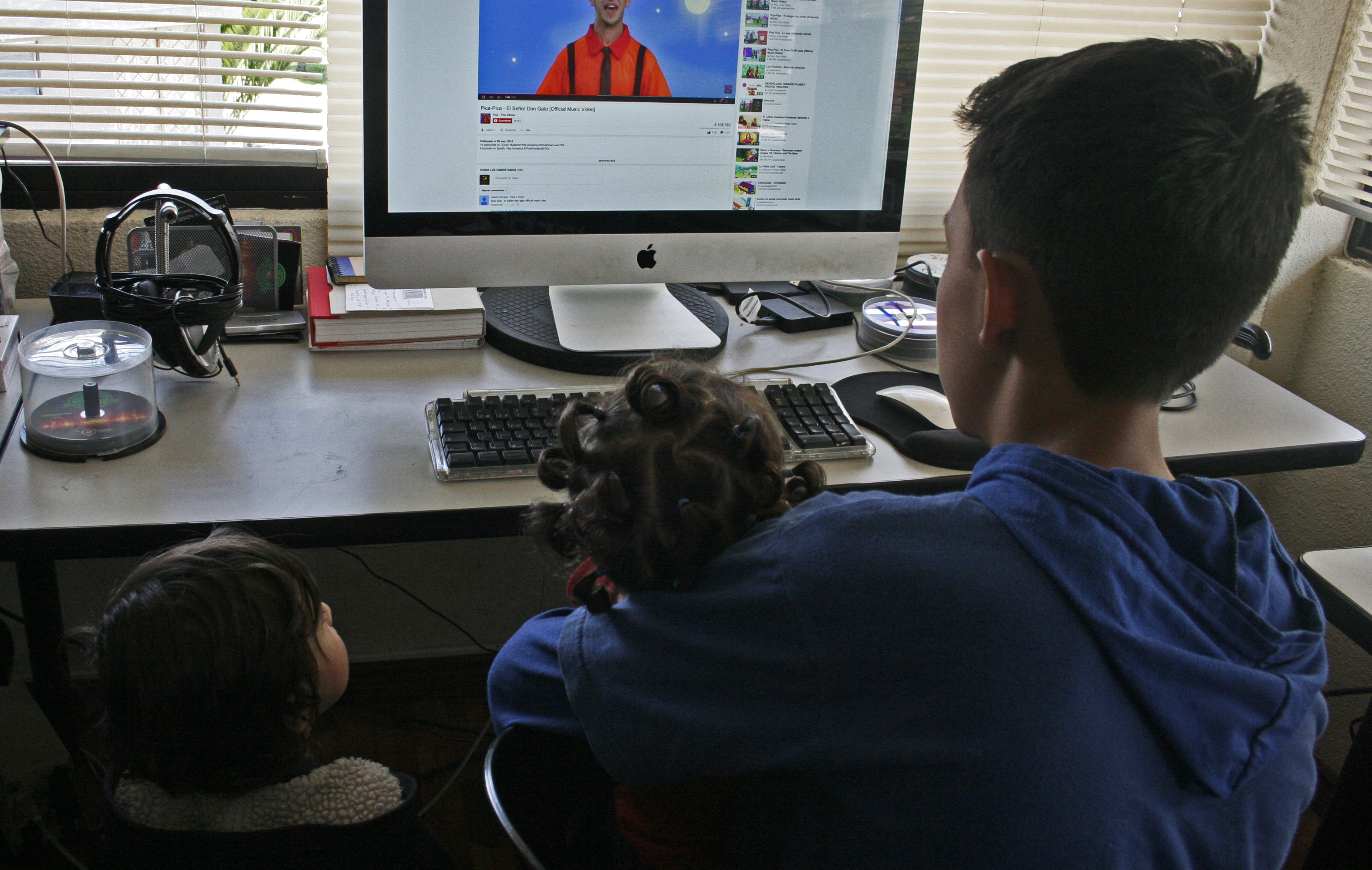
Dispositivos digitales desde los primeros años

La informática en la educación infantil (3 - 12 años) hace mención al uso o enlace de las tecnologías de la información en el modelo pedagógico de enseñanza desde el proceso inicial del aprendizaje, es decir, desde la etapa inicial o primaria. Para ello el docente debe ser facilitador y mediador de estos nuevos aprendizajes a los que los educandos se están enfrentando pero para ello debe estar adecuadamente capacitado con respecto a estos nuevos avances en tecnología lo cual debe permitir que el niño(a) sea explorador y constructor de sus aprendizajes de acuerdo a los conocimientos previos que trae de su entorno.
En la actualidad, en el siglo XXI una gran parte de la población vive inmerso en un mundo digital, rodeado de pantallas, conectividad y portabilidad. Es decir que desde hace tiempo los hábitos de los adultos y de los más pequeños han cambiado. Tener acceso a dispositivos, manipularlos, entrar, navegar y salir de aplicaciones son prácticas cotidianas de los niños cuando comienzan a interactuar con los entornos digitales, generándose aprendizajes de otro modo. Las imágenes, los videos, audios, los juegos y hasta los emoticones están presentes en los niños/as que aún no leen ni escriben de manera convencional. No se puede negar que existen nuevas formas de aprender y enseñar en la primera infancia, desde los primeros años y es responsabilidad de los docentes en la educación ver lo mencionado como una profunda innovación pedagógica.

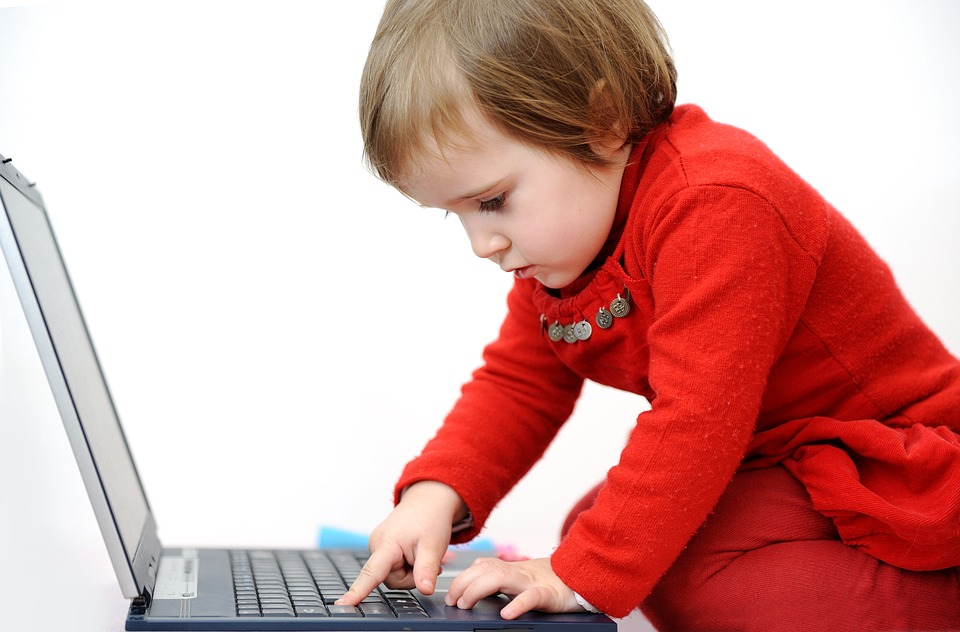
Aprendizaje temprano en las nuevas tecnologías de la información y la comunicación.

La informática es una ciencia que, mediante máquinas como las computadoras personales, se encarga de almacenar, procesar y transmitir información en formato digital, mientras que la educación infantil es refiere a la instrucción que se le brinda a los educandos en el nivel inicial que se comprende a partir de sus tres primeros años de edad. La incorporación de las tecnologías como la informática en la sociedad ha permitido hacer más significativa la búsqueda de información para las clases y en efecto muchas veces dentro de la misma aula gracias a la incorporación de estas mediante el uso guiado, libre o práctico, así como de otros medios audiovisuales acercando a los niños a la sociedad del conocimiento.
Las innovaciones didácticas actuales en informática se definen por sus características de corresponder a ser propuestas generadas por los docentes de aula que irrumpen y rompen con modelos vigentes consolidados, ensamblados con el contenido curricular disciplinar.
Pensar la enseñanza de la informática en perspectiva de "educación poderosa" permite dar cuenta de un abordaje teórico actual, desde una mirada en perspectiva, pensándola al modo desde la disciplina, en tiempo presente, con una estructura original que permita conmover y educar.
Si bien el avance de la informática se ha ido desarrollando a lo largo de los últimos años, es de suma importancia considerar cada etapa del desarrollo del niño que estará frente a las pantallas, contar con adultos responsables que supervisen esos momentos, dado que depende la edad no siempre pueden discernir e integrar el cúmulo de imágenes que ven frente a ellos. Los expertos vienen recomendando que se tengan en cuenta todos los factores posibles para analizar las nuevas realidades de pantallas y como se relacionan las personas con las mismas, particularmente en la infancia. 
Recién a partir de 12 años los niños y jóvenes deberían comenzar a usar la tecnología digital con pantalla, en forma gradual. A partir a esa edad tienen el desarrollo suficiente como para poder ir adquiriendo autodeterminación en el uso y sostener una práctica adecuada.

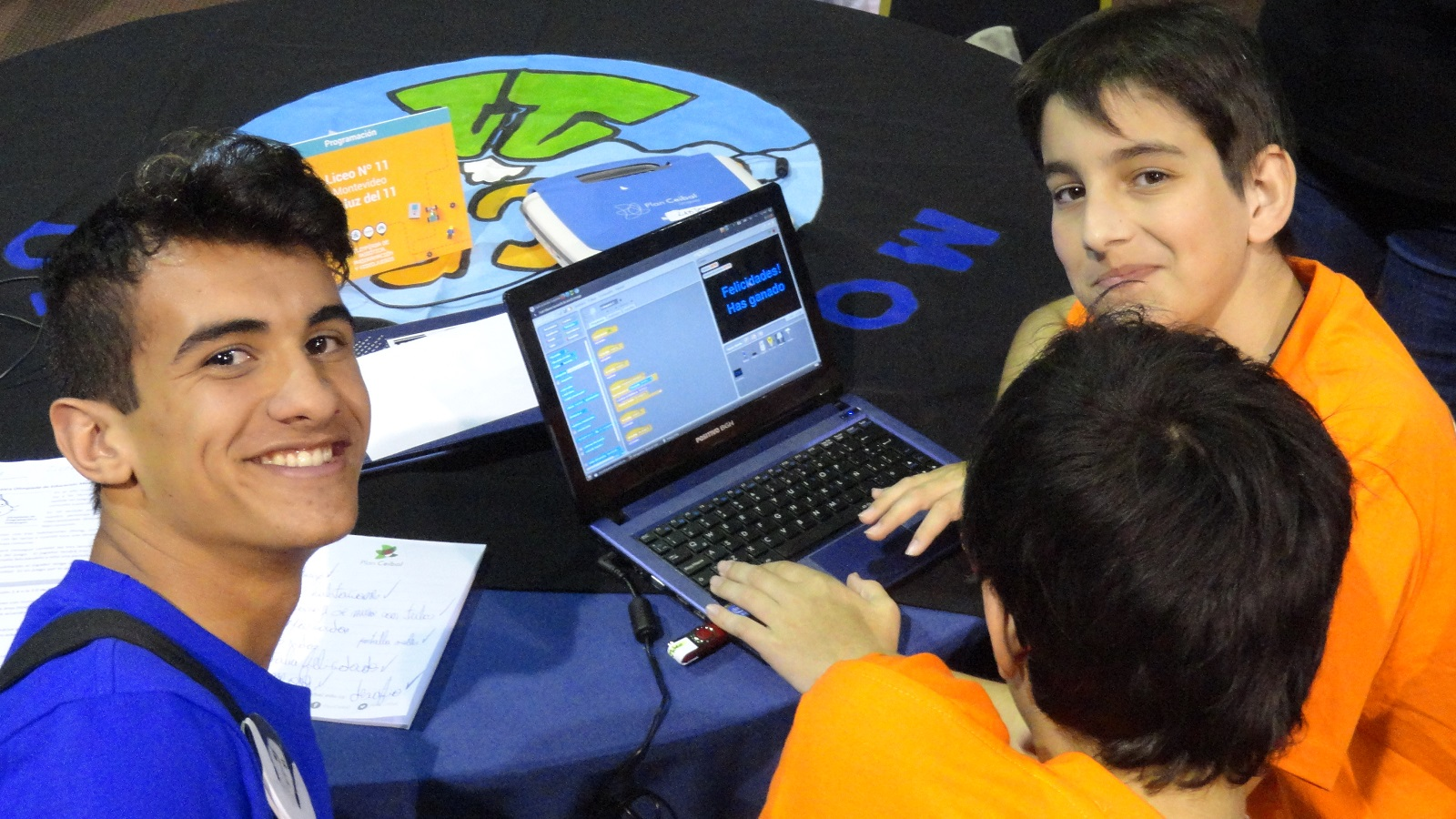
Clases de programación en jóvenes

Lo decisivo es que en cada etapa del desarrollo del niño nos hagamos la pregunta, si el niño presenta la madurez interna como para poder afrontar las exigencias que se asocian a las posibilidades del uso de los medios, y si no los exponemos a trastornos o incluso daños provocados por su uso. Ya se están avanzando los estudios en que el uso temprano de medios interactivos con pantalla solo permite una experiencia sensorial bidimensional y con ello una percepción limitada sobre una superficie plana, que siempre es la misma. Estas experiencias sensoriales unilaterales, sin grandes desafíos ni exigencias, son en gran medida un tiempo no utilizado para el desarrollo infantil.

## Beneficios

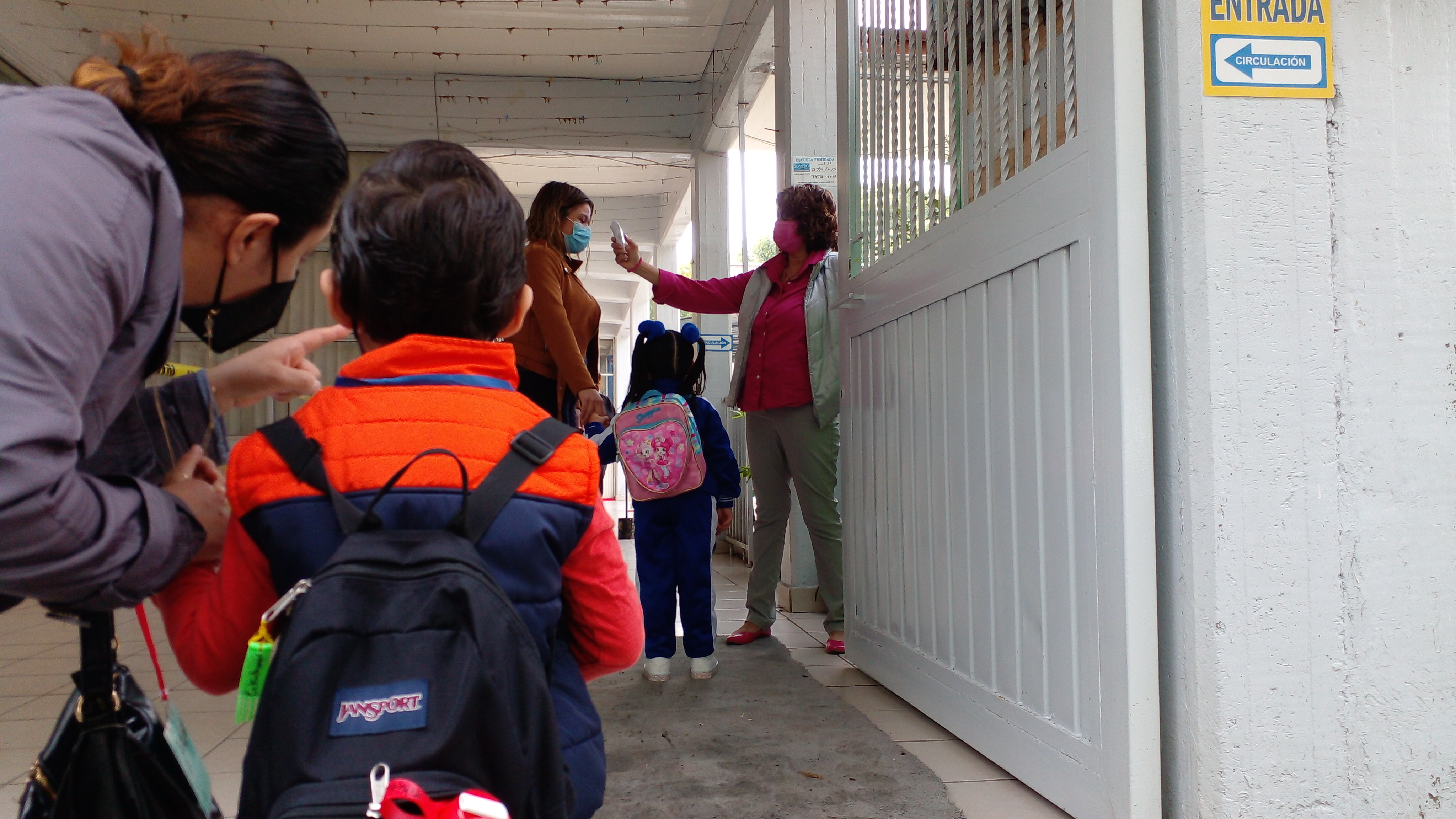

La informática en educación infantil tiene impactos positivos documentados en diversas áreas del desarrollo cognitivo y social:

#### Habilidades cognitivas
- Pensamiento computacional:
  - Programación visual con herramientas como ScratchJr ayuda a desarrollar lógica, secuenciación y resolución de problemas en niños desde los 5 años (Bers et al., 2019).
  - Estudio del MIT Media Lab muestra que niños expuestos a robótica educativa mejoran en abstracción y patrones algorítmicos (Resnick et al., 2009).

#### Inclusión digital
- Proyectos como One Laptop per Child (OLPC) en Perú demostraron que el acceso a tecnología en escuelas rurales reduce brechas digitales y mejora habilidades matemáticas (Cristia et al., 2017).

#### Creatividad y colaboración
- Uso de aplicaciones creativas (ej: Tux Paint) fomenta la expresión artística integrando tecnología (UNESCO, 2021).
- Metodologías como "Pair Programming for Kids" promueven el trabajo en equipo (estudio en International Journal of Child-Computer Interaction, 2020).

## Métodos

### Uso guiado
Aquí el docente tiene un papel más activo y debe tener claro el objetivo específico que desarrollará con sus niños y niñas, para esto, utiliza diferentes medios audiovisuales que ilustren determinado tema, recree historias, ambiente o comparta información. El actúa como mediador entre los niños y la información, y dependiendo del interés que despierte, logrará que los niños y niñas establezcan relaciones significativas con la información. 
Por otro lado, si se requiere un trabajo individual o colectivo, los niños y niñas deben establecer si el computador es la herramienta que necesitan para cumplir con la tarea surgida; o también el docente puede plantear ejercicios para que cada niño o niña resuelva a través de su computador. En ambas propuestas el docente tiene en claro que desea alcanzar con sus estudiantes para que esto sea más atractivo para el alumno.
Actualmente el docente utiliza como herramienta la informática a través del aprendizaje colaborativo. Además, el docente debe de ser consciente de la existencia de la brecha digital si quiere trabajar de una forma eficaz con las tecnologías, ya que los alumnos son parte de la generación denominada como los nativos digitales.

### Uso práctico
El docente debe captar la atención del  estudiante por medio de diferentes herramientas y uso adecuado de la tecnología, logrando de esta forma que el niño o niña se interese en aprender los contenidos a desarrollar en la clase y no se vea forzado a realizar actividades o tareas solo para aprobar. En este sentido, vincular la práctica con la teoría es importante al momento de desarrollar una clase, ya que el discente lograra comprender mejor y vera que detrás de la teoría compleja que puede tener la informática también hay un uso práctico.

## Planificación de las clases
El diseño de las experiencias de aprendizaje y su planificación, comprende definir las formas en que el docente organizara la misma teniendo en cuenta las condiciones materiales y los recursos que se requieren para el cumplimiento de los objetivos y contenidos propuestos  en la construcción de una trayectoria educativa, que exige considerar qué y para qué enseñamos. 2.
- Determina los objetivos de la clase, considerando los Objetivos Fundamentales Verticales, Objetivos Fundamentales Transversales y los Contenidos Mínimos Obligatorios.
- Prepara actividades que permitan relacionar el contenido a tratar con los de la clase anterior y las experiencias previas de los estudiantes. Organiza actividades para el inicio, el desarrollo y el cierre de la clase.
- Selecciona la metodología apropiada, consistente con los contenidos y las características del curso.
- Utiliza recursos metodológicos que permitan al estudiante ser protagonista de su propio aprendizaje.
- Incluye en la planificación de la clase, tiempo para trabajar con problemas y desafíos interesantes que permitan construir el aprendizaje y desarrollar el pensamiento divergente.
- Incluye en la planificación de la clase el trabajo con estudiantes con necesidades educativas especiales.
- Selecciona, prepara y elabora, material didáctico que facilite el trabajo colaborativo para aprender haciendo.
- Organiza las actividades de acuerdo al tiempo real del cual dispone.
- Prepara actividades de evaluación para verificar lo aprendido y retroalimentar el proceso.
- Prepara trabajos y tareas complementarias para profundizar e instalar los aprendizajes.
- Revisa y retroalimenta los trabajos y tareas antes de continuar con el tema siguiente.
- Determina los mecanismos y actividades para reforzar a los estudiantes que no logran los aprendizajes esperados.
- Determina los mecanismos y actividades para avanzar con los estudiantes de ritmo de aprendizaje más rápido.